# Église Saint-Georges de Raon-l'Étape
L'église Saint-Georges est une église paroissiale située à Raon-l'Étape, dans le département des Vosges en région Grand Est.
Elle est l'une des deux églises de la ville, à la suite de la fusion de Raon L'Étape et La Neuville-lès-Raon en 1947, l'autre étant dédiée à Saint-Luc.

## Localisation
Elle est située sur la rive gauche de la Meurthe, à hauteur du 14 rue Denfert-Rochereau.

## Histoire

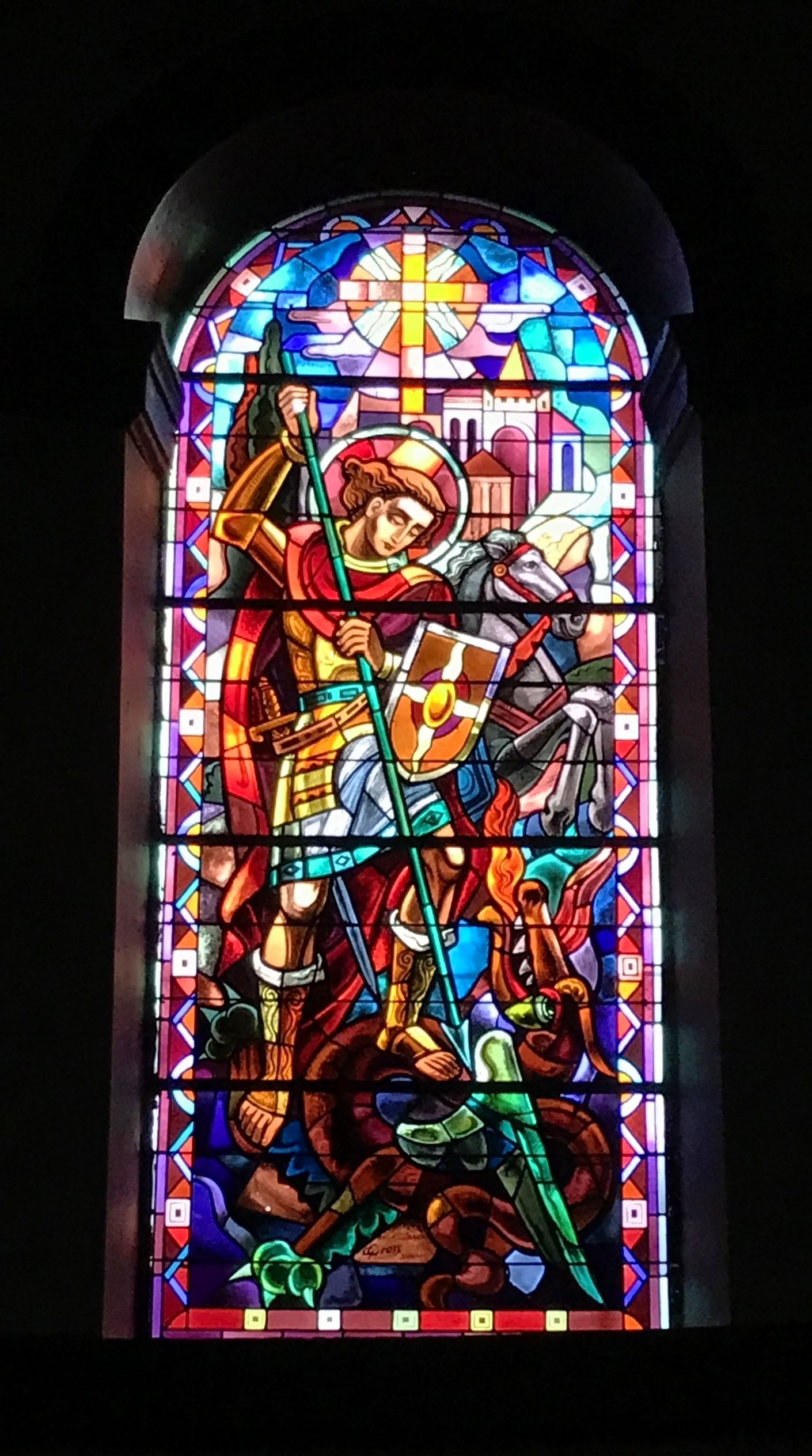
Saint-Georges terrassant le dragon vitrail de Georges Gross de l'église).

L'église Saint-Georges était l'église de La Neuveville-lès-Raon, qui a fusionné avec Raon-l'Étape en 1947.
Elle a été construite entre 1835 et 1838 d'après les plans de l'architecte d'arrondissement Boucher de Saint-Dié. Son dôme a été reconstruit en 1905.
De 1973 à 1978, d'importants travaux de restauration ont été menés, intérieurs comme extérieurs.
On signale à l'intérieur, entre autres, une ancienne statue Notre-Dame de Pitié, classée sur la liste des objets monuments historiques, un tableau de Saint-Nicolas, qui est aussi le patron des flotteurs de bois, un Christ en bois peint et une chapelle du souvenir (1922).

## Orgue
L'église dispose d'un orgue dès 1837, construit par Jean Nicolas Jeanpierre.
En 1932, Joseph Voegtlé mis l’ensemble de l’orgue dans une boîte expressive et monta le diapason au ton moderne. En 1952, maison Jacquot-Lavergne transforma profondément l’instrument en lui ajoutant un deuxième clavier, et diminuant même le nombre de jeux de 19 à 16, tout en gardant une part importante de la tuyauterie de Jeanpierre. Sur les 19 jeux d’origine, 11 ont été conservés.
En 1976 l’orgue fut relevé par Gonzalez qui procéda à une réharmonisation partielle. La restauration complète de l’instrument a été confiée en septembre 2003 à la maison Aubertin.
Les sommiers sont à membranes et de Jacquot-Lavergne. La console est indépendante et tournée vers l’autel. Le tirage des jeux et des accouplements se fait par dominos blancs alignés au dessus des claviers. La transmission des notes et des jeux est électro-pneumatique.
Le buffet de huit pieds s’inspire des buffets des Callinet de Rouffach, avec ses 4 tourelles, ses entablements de plates-faces à la courbe cassée très caractéristique et ses draperies faisant office de claires-voies pour les tourelles. Seul le soubassement s’écarte des modèles des facteurs alsaciens. La façade est en chêne verni, alors que les parois latérales et arrière sont en chêne pour les cadres et en sapin pour les panneaux. Les ornements sont dorés. Les tuyaux de façade sont encore de Jeanpierre, en étain.
| I - Grand orgue (56 notes) | III - Récit expressif (56 notes)                                                             | Pédale (32 notes)           |
| --- | -------------------------------------------------------------------------------------------- | --------------------------- |
| Bourdon 16 Montre 8 Bourdon 8 Flûte 8 Prestant 4 Fourniture 4 rgs JP | Flûte harmonique 8 Gambe 8 Voix céleste 8 Flûte 8 Quinte 2 2/3 Trompette 8 Basson hautbois 8 | Soubasse 16 Basse 8 Flûte 4 |
| Accessoires : Tir GO en 8 et en 4, Tir REC en 8 et en 4, GO/GO en 16 et en 4, annulateur GO, REC/REC en 16 et en 4, annulateur REC, REC/GO en 16, en 8 et en 4, pédale d'expression, appel trompette. |                                                                                              |                             |